# Sønder Stenderup Sogn

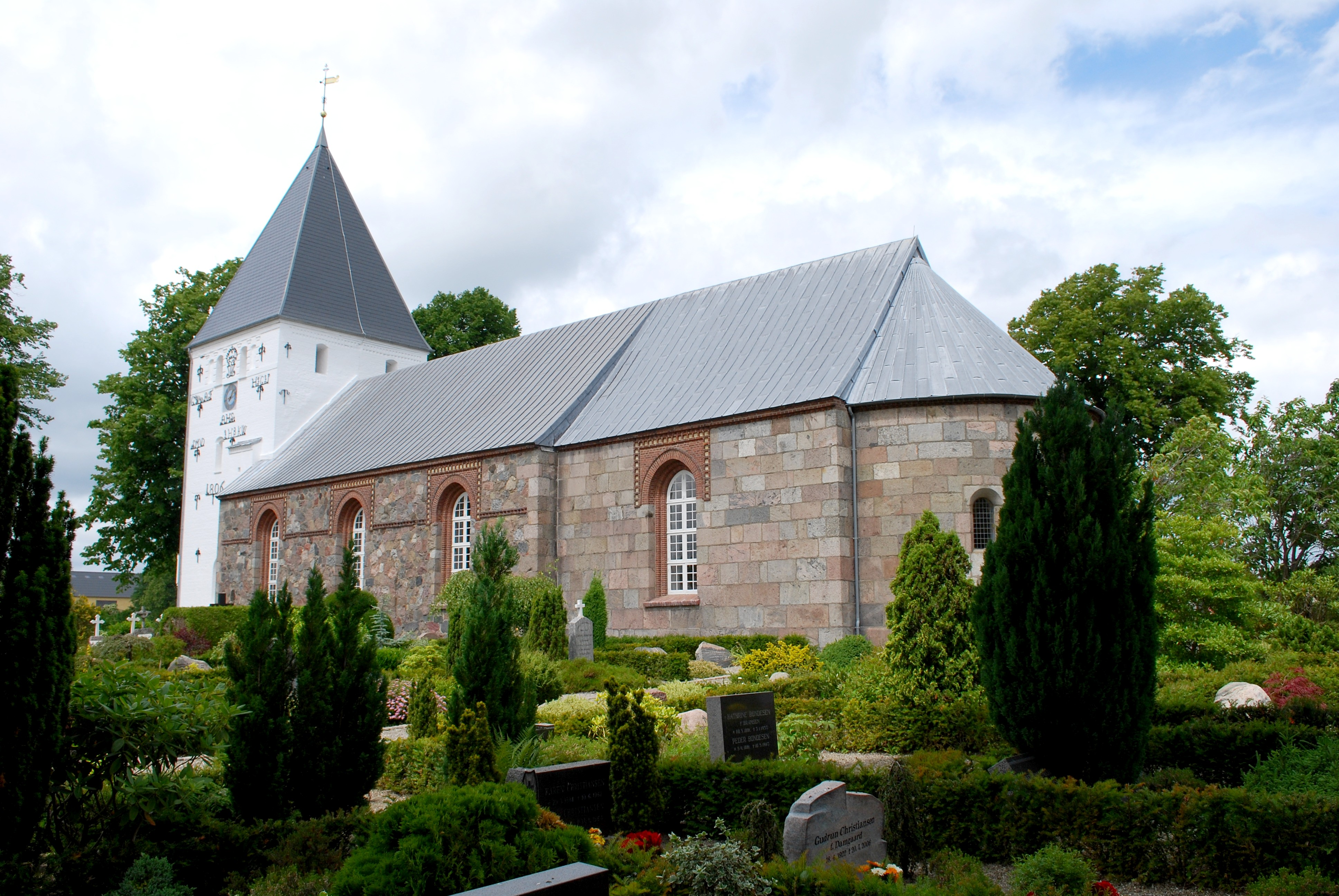
Sønder Stenderup Kirke

Sønder Stenderup Sogn (deutsch früher Stenderup) ist eine Kirchspielsgemeinde (dän.: Sogn) am Westufer des Kleinen Beltes am Übergang zu Snævringen im südlichen Dänemark. 
Bis 1864 gehörte Stenderup zum Herzogtum Schleswig. Nach dem Deutsch-Dänischen Krieg und dem Frieden von Wien wurde Stenderup zusammen mit einigen Nachbargemeinden an Dänemark abgegeben. Im Gegenzug verzichtete der König von Dänemark auf einige Enklaven in Schleswig. Bis 1970 gehörte sie zur Harde Nørre Tyrstrup Herred im damaligen Vejle Amt, danach zur Kolding Kommune im erweiterten Vejle Amt, die im Zuge der  Kommunalreform zum 1. Januar 2007 in der „neuen“  Kolding Kommune in der Region Syddanmark aufgegangen ist.
Im Kirchspiel leben 842 Einwohner, davon 540 im Kirchdorf (Stand:1. Januar 2023). Im Kirchspiel liegt die Kirche „Sønder Stenderup Kirke“.
Die einzige unmittelbar angrenzende Nachbargemeinde ist im Westen Sønder Bjert Sogn.

## Persönlichkeiten
- Anne Marie Carl-Nielsen (1863–1945), dänische Bildhauerin